# هلفيلة مخروطية
هلفيلة مخروطية (الاسم العلمي: Helvella conica) هي نوع من الفطريات يتبع جنس الهلفيلة من الفصيلة الهلفيلية.